# Psychanalyse avant l'album
Albums de Soprano
Puisqu'il faut vivre
(2007)
Psychanalyse avant l'album est le premier album du chanteur français Soprano.

## Liste des pistes
Les trente-sept pistes de cet album sont :
| "Psychanalyse avant l'album" | "Psychanalyse avant l'album"            | "Psychanalyse avant l'album" | "Psychanalyse avant l'album"    | "Psychanalyse avant l'album" | "Psychanalyse avant l'album" | "Psychanalyse avant l'album" | "Psychanalyse avant l'album" | "Psychanalyse avant l'album" | "Psychanalyse avant l'album" |
| No                           | Titre                                   | Auteur                       | Compositeur(s)                  | Durée                        |                              |                              |                              |                              |                              |
| ---------------------------- | --------------------------------------- | ---------------------------- | ------------------------------- | ---------------------------- | ---------------------------- | ---------------------------- | ---------------------------- | ---------------------------- | ---------------------------- |
| 1.                           | Halla Halla                             | Soprano                      | Soprano, Cut Killer             | 04:44                        |                              |                              |                              |                              |                              |
| 2.                           | Psychanalyse Pt.1                       | Soprano                      |                                 | 01:05                        |                              |                              |                              |                              |                              |
| 3.                           | One man show                            | Soprano                      |                                 | 00:53                        |                              |                              |                              |                              |                              |
| 4.                           | Motha Fucka...                          | Soprano                      |                                 | 01:13                        |                              |                              |                              |                              |                              |
| 5.                           | J'reste au front                        | Soprano                      |                                 | 01:15                        |                              |                              |                              |                              |                              |
| 6.                           | On est les autres                       | Soprano                      |                                 | 01:15                        |                              |                              |                              |                              |                              |
| 7.                           | M.A.R.S 2                               | Soprano                      |                                 | 00:32                        |                              |                              |                              |                              |                              |
| 8.                           | Civile                                  | Soprano                      |                                 | 01:13                        |                              |                              |                              |                              |                              |
| 9.                           | Iblissa                                 | Soprano                      |                                 | 02:23                        |                              |                              |                              |                              |                              |
| 10.                          | Psychanalyse Pt.2                       | Soprano                      |                                 | 00:59                        |                              |                              |                              |                              |                              |
| 11.                          | La colombe ((feat. Médine) [Remix])     | Soprano, Médine              |                                 | 05:11                        |                              |                              |                              |                              |                              |
| 12.                          | Interlude MPC2                          | Soprano                      |                                 | 00:51                        |                              |                              |                              |                              |                              |
| 13.                          | Vas leur dire ((feat. Larsen))          | Soprano, Larsen              |                                 | 02:27                        |                              |                              |                              |                              |                              |
| 14.                          | Au sourire levant                       | Soprano                      |                                 | 01:01                        |                              |                              |                              |                              |                              |
| 15.                          | Freestyle ((feat. L'Skadrille))         | Soprano, L'Skradrille        |                                 | 02:34                        |                              |                              |                              |                              |                              |
| 16.                          | Stallag 13 ((feat. Mino))               | Soprano, Mino                |                                 | 05:20                        |                              |                              |                              |                              |                              |
| 17.                          | Rap Game                                | Soprano                      |                                 | 01:07                        |                              |                              |                              |                              |                              |
| 18.                          | L'enfer du devoir                       | Soprano                      |                                 | 01:11                        |                              |                              |                              |                              |                              |
| 19.                          | J'ai écrit un album                     | Soprano                      |                                 | 01:56                        |                              |                              |                              |                              |                              |
| 20.                          | Ils disent ((feat. Médine))             | Soprano, Médine              |                                 | 02:33                        |                              |                              |                              |                              |                              |
| 21.                          | On naît, on vit, on meurt               | Soprano                      |                                 | 00:53                        |                              |                              |                              |                              |                              |
| 22.                          | Lova                                    | Soprano                      |                                 | 01:54                        |                              |                              |                              |                              |                              |
| 23.                          | Jeune de banlieue                       | Soprano                      |                                 | 01:15                        |                              |                              |                              |                              |                              |
| 24.                          | Freestyle Skyrock                       | Soprano                      |                                 | 00:54                        |                              |                              |                              |                              |                              |
| 25.                          | Block Party ((feat. La Swija))          | Psy 4 de la Rime, La Swija   |                                 | 01:44                        |                              |                              |                              |                              |                              |
| 26.                          | Vu de la cage                           | Soprano                      |                                 | 01:01                        |                              |                              |                              |                              |                              |
| 27.                          | Sale bête                               | Soprano                      |                                 | 01:20                        |                              |                              |                              |                              |                              |
| 28.                          | Tant que Dieu                           | Soprano                      |                                 | 03:03                        |                              |                              |                              |                              |                              |
| 29.                          | M.A.R.S                                 | Soprano                      |                                 | 01:35                        |                              |                              |                              |                              |                              |
| 30.                          | J't'aime à la haine                     | Soprano                      |                                 | 03:18                        |                              |                              |                              |                              |                              |
| 31.                          | Justicier                               | Psy 4 de la Rime             |                                 | 05:05                        |                              |                              |                              |                              |                              |
| 32.                          | Le monde est...                         | Psy 4 de la Rime             |                                 | 05:24                        |                              |                              |                              |                              |                              |
| 33.                          | Le son des bandits ((feat. Léa Castel)) | Psy 4 de la Rime, Léa Castel |                                 | 02:36                        |                              |                              |                              |                              |                              |
| 34.                          | Comme une bouteille à la mer            | Soprano                      |                                 | 03:45                        |                              |                              |                              |                              |                              |
| 35.                          | Dernière chance ((feat. Léa Castel))    | Soprano, Léa Castel          | Soprano, Léa Castel, Cut Killer | 04:04                        |                              |                              |                              |                              |                              |
| 36.                          | Au taquet                               | Soprano                      |                                 | 02:06                        |                              |                              |                              |                              |                              |
| 37.                          | Psychanalyse Pt.3                       | Soprano                      |                                 | 00:55                        |                              |                              |                              |                              |                              |
| 80:42                        |                                         |                              |                                 |                              |                              |                              |                              |                              |                              |